# Kleptomania
Kleptomania (gr. κλεπτειν / kleptein → kraść, zabierać) – zaburzenie psychiczne, objawiające się jako trudna lub niemożliwa do powstrzymywania potrzeba kradzieży. Kradzieże nie są dokonywane z potrzeby posiadania określonego przedmiotu bądź chęci zysku; po jej dokonaniu przedmioty mogą zostać wyrzucone bądź oddane komuś innemu albo zbierane.
Przed dokonaniem kradzieży u osoby cierpiącej na kleptomanię wzrasta uczucie napięcia, a w jej trakcie i po niej pojawia się uczucie nagrodzenia.